# 布西亞區 (烏干達)
布西亞區（英語：Busia District）是非洲中部國家烏干達的111個區之一，由東部區負責管轄，首府是布西亚，距離托羅羅35公里，毗鄰與肯尼亞接壤的邊界，2010年人口估計為292,000。